# RasiРНК
Ассоциированные с повторами малые интерферирующие РНК, rasiРНК (англ. repeat associated small interfering RNA, rasiRNA) — группа малых некодирующих РНК, действующих по механизму РНК-интерференции. Часто многие rasiРНК относят к piРНК — классу малых некодирующих РНК, взаимодействующих с белками Piwi, Aub и Ago3 семейства Argonaute. В клетках зародышевой линии rasiРНК вовлечены в образование и поддержание гетерохроматина, контроль транскриптов, считывающихся с повторяющихся последовательностей, и сайленсинг транспозонов и ретротранспозонов.
RasiРНК были открыты в 2001 году у плодовой мушки Drosophila melanogaster.

## Распространение
RasiРНК были обнаружены у плодовой мушки Drosophila и некоторых одноклеточных эукариот, однако их наличие у млекопитающих не было подтверждено, в отличие от piРНК, выявленных у многих видов беспозвоночных и позвоночных, включая млекопитающих. Впрочем, так как белки, связывающиеся с rasiРНК, имеются у беспозвоночных и позвоночных, может оказаться, что у них есть и rasiРНК, которые пока не были обнаружены. RasiРНК имеются у дрожжей Schizosaccharomyces pombe, а также у некоторых растений, и ни у одного из этих видов не было выявлено наличие белков Piwi (Piwi имеются лишь у животных). Показано, что и piРНК, и rasiРНК наследуются по материнской линии, однако, скорее всего, белки Piwi наследуются по материнской линии, из-за чего наблюдалось наследование и piРНК, и rasiРНК по материнской линии.

## Отличия от других интерферирующих РНК
RasiРНК отличаются от других классов РНК, осуществляющих РНК-интерференцию: микроРНК, малых интерферирующих РНК (siРНК) и piРНК. В отличие от микроРНК и siРНК, взаимодействующих с белками группы AGO семейства Argonaute, rasiРНК взаимодействуют с группой белков Piwi того же семейства. RasiРНК также отличаются своим размером. В отличие от микроРНК длиной 21—23 нуклеотид (н.), siРНК длиной 20—25 н. и piРНК длиной 24—31 н. rasiРНК имеет длину от 24 до 29 н. в зависимости от организма. В то время как siРНК образуются и из смысловых, и из антисмысловых транскриптов, rasiРНК образуются исключительно из антисмысловых. Более того, хотя для процессинга микроРНК нужен фермент Dicer-1, а siРНК — Dicer-2, то rasiРНК не нужен ни один из этих белков. Впрочем, у растений имеются Dicer-подобные (Dcl) белки, причём Dcl1 процессирует микроРНК и siРНК длиной 24 н., а Dcl2 — rasiРНК длиной 24 н. Эти данные свидетельствуют о том, что образование rasiРНК не только отличается от образования микроРНК и siРНК и у растений rasiРНК функционируют в отсутствие белков Piwi.

## Образование

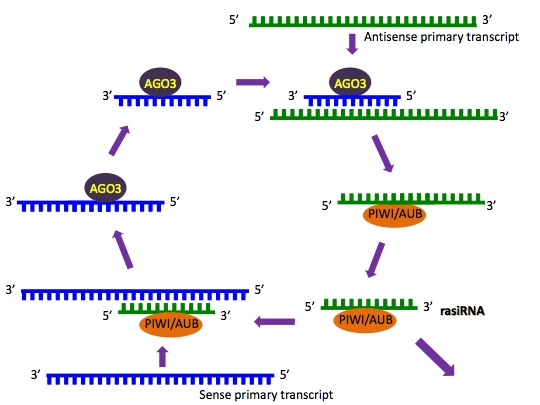
Пинг-понг-механизм образования 5'-конца rasiРНК.

Предполагается, что источником rasiРНК служат двуцепочечные РНК, образующиеся при отжиге смысловых и антисмысловых транскриптов мобильных генетических элементов. Биогенез rasiРНК независим от Dicer, однако для него необходимы белки семейства Argonaute: Ago3, Piwi и Piwi-подобный белок Aubergine (Aub). Путь образования rasiРНК представляет собой цикл пинг-понг. Сначала уже существующая молекула rasiРНК в комплексе с белками Piwi/Aub связывается с первичным транскриптом мобильного элемента или повторяющихся последовательностей (отсюда название этой группы РНК) и вызывает отрезание фрагмента транскрипта. Один из оставшихся фрагментов связывается с белком Ago3 и вместе с ним связывается с антисмысловым первичным транскриптом, катализируя отрезание фрагмента от него. Этот фрагмент далее связывается с Piwi/Aub и может далее разрушать смысловые вредоносные транскрипты и одновременно обеспечивать образование новых rasiРНК (пинг-понг-цикл). На схеме слева приведена схема этого процесса с указанием процессинга 5'-конца rasiРНК, однако путь процессинга 3'-конца остаётся неизвестным.

## Функции
В то время как микроРНК осуществляет репрессию на уровне трансляции и разрушение мРНК, siРНК — разрушение мРНК, rasiРНК участвует в регуляции структуры хроматина и трансляционном сайленсинге. У Drosophila мутации в белках Piwi, связывающихся с rasiРНК, приводят к стерильности и утрате клеток зародышевой линии и у самцов, и у самок. Репрессия транспозонов не зависит от утраты Dicer клетками зародышевой линии, следовательно, они являются мишенью действия rasiРНК (процессинг микроРНК и siРНК зависим от Dicer). Подобно микроРНК и siРНК, путь rasiРНК эволюционно консервативен. В отсутствие rasiрНК-пути в клетках зародышевой линии может происходить ретранспозиция, которая приводит к повреждениям ДНК и запускает апоптоз.